# Štěpánkovice
Štěpánkovice (německy Schepankowitz nebo dříve Sczepankowitz, polsky Szczepankowice), místními často nazývaná „Palestina“, jsou obec v okrese Opava v Moravskoslezském kraji na Hlučínsku. Žije v ní přibližně 3 200 obyvatel. Leží v Hlučínské pahorkatině v předhůří Nízkého Jeseníku, deset kilometrů od polských hranic a třináct kilometrů od Opavy.

## Historie
První písemná zmínka o obci pochází z roku 1265, tehdy ves získal Herbert z Fulštejna. Později ves získal do svého majetku opavský konvent sv. Kláry. Další změnou bylo vložení obce do zemských desk v Opavě reformační šlechtě Janu a Vavřinci z Drahotuš na Benešově. Po následujících několikerých změnách majitelů se v roce 1712 Štěpánkovice dostávají do rukou knížete Lichnovského. Následovala postupná katolizace dříve evangelické obce.
Štěpánkovice byly původně součástí slezského Knížectví opavského, které bylo součástí Zemí Koruny české. V roce 1742 bylo Hlučínsko a tedy i Štěpánkovice připojeny k Prusku. Po skončení první světové války bylo Hlučínsko na základě Versailleské mírové smlouvy připojeno k Československu.
Za 2. světové války se na Albertovci opravovaly tanky.

## Obyvatelstvo
| Rok            | 1869  | 1880  | 1890  | 1900  | 1910  | 1921  | 1930  | 1950  | 1961  | 1970  | 1980  | 1991  | 2001  | 2011  | 2021  |
| -------------- | ----- | ----- | ----- | ----- | ----- | ----- | ----- | ----- | ----- | ----- | ----- | ----- | ----- | ----- | ----- |
| Počet obyvatel | 1 237 | 1 234 | 1 476 | 1 669 | 1 730 | 1 872 | 2 127 | 1 900 | 2 535 | 2 571 | 2 820 | 2 953 | 3 042 | 3 060 | 3 065 |
| Počet domů     | 215   | 213   | 225   | 237   | 274   | 313   | 362   | 381   | 479   | 523   | 605   | 716   | 728   | 720   | 816   |

## Obecní správa

### Části obce
- Štěpánkovice (včetně ZSJ Albertovec)
- Bílá Bříza
- Svoboda

### Obecní symboly
Znak a vlajka byly obci uděleny rozhodnutím předsedy Poslanecké sněmovny Parlamentu České republiky dne 12. ledna 1996.

## Osady

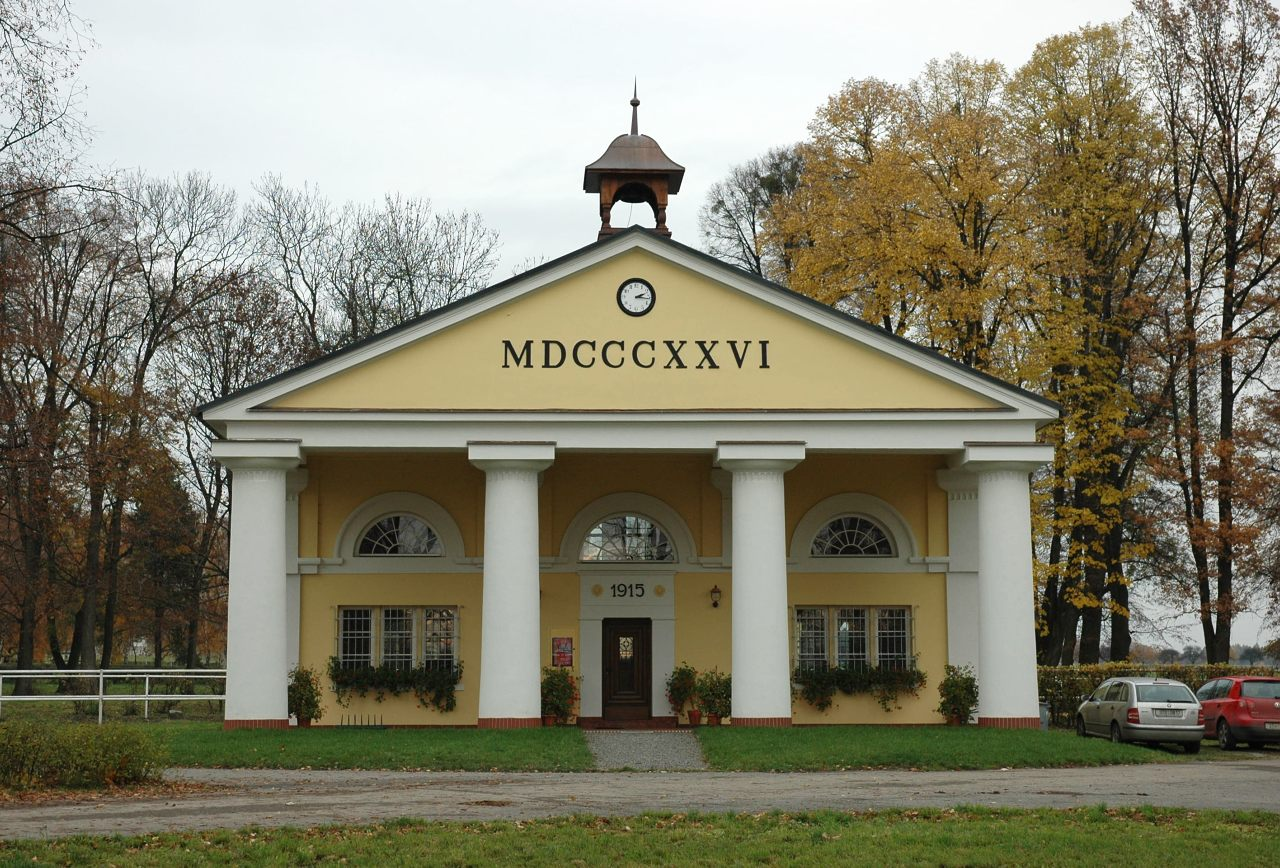
Zámeček na Albertovci

Součástí obce je osada Albertovec, známá chovem koní a dostihovými závody, které byly po několikaleté přestávce obnoveny v roce 2006. Pod obec Štěpánkovice administrativně patří také osada Svoboda a v jejím těsném sousedství osada Bílá Bříza, která byla připojena roku 1958 a je tvořená prakticky jen jednou stejnojmennou ulicí.

## Vybavenost obce
Je zde k dispozici kulturní dům, několik restaurací (Na statku, U Lípy…), obecní úřad a knihovna. Ze školství je zde jak mateřská školka, tak základní škola. Park, hřbitov, obchody a zdravotní středisko.           
Sportovcům je k dispozici travnaté fotbalové, antukové a betonové hřiště. Dále jsou zde tenisové kurty a lze hrát i beach volejbal. Funguje zde tělovýchovná jednota a sbor dobrovolných hasičů.

## Doprava
V obci je stejnojmenná železniční zastávka ležící na trati Kravaře ve Slezsku - Chuchelná. Obcí prochází silnice 2. třídy č. 467. Obec je obsluhována pravidelnými autobusy a vlaky provozovanými v rámci Ostravského dopravního integrovaného systému.

## Spolky

### Sport:
- Florbalový oddíl FBC Letka
- Fotbalový klub TJ Sokol Štěpánkovice
- Sbor dobrovolných hasičů Štěpánkovice
- Sbor dobrovolných hasičů Svoboda
- Jezdecký klub Cipísek
- Turistický spolek-HITA

### Ostatní:
- Myslivecký spolek-Štěpánka
- Český zahrádkářský svaz Štěpánkovice
- Srubek-národopisný folklórní soubor
- GREENSPOL Štěpánkovice
- Svaz tělesně postižených
- Klub přátel Německa-Štěpánkovice
- Klub důchodců Svoboda

a další spolky.